# Sampo Voutilainen
Sampo Voutilainen (29 de agosto de 1997) es un deportista finlandés que compite en tiro, en la modalidad de pistola. Ganó una medalla de bronce en el Campeonato Europeo de Tiro de 2025, en la prueba de pistola estándar 25 m.

## Palmarés internacional
| Campeonato Europeo | Campeonato Europeo    | Campeonato Europeo | Campeonato Europeo    |
| Año                | Lugar                 | Medalla            | Prueba                |
| ------------------ | --------------------- | ------------------ | --------------------- |
| 2025               | Châteauroux (Francia) | Medalla de bronce  | Pistola estándar 25 m |